# Akjoujt (Département)
Akjoujt (arabisch اكجوجت) ist ein Département (Moughataa) im Osten der Verwaltungsregion Inchiri in Mauretanien. Hauptstadt des Départements ist Akjoujt.

## Geographie
Das Département liegt im nördlichen Westteil des Landes, es erstreckt sich in Nord-Süd-Richtung über rund 200 Kilometer und hat eine Fläche von 13.422 km². Der größte Teil ist Wüste und gehört zur Sahara. Von zentraler Bedeutung für die Wirtschaft im Département ist der Bergbau in den Gold- und Kupferminen  bei den Hügeln Guelb Moghrein, fünf Kilometer westlich der Hauptstadt.

## Bevölkerung
Die Bevölkerungszahl des Départements hat in den Jahren von 2000 bis 2023 von 7.904 auf 18.138 Einwohner zugenommen. Das Département umfasst nur eine kommunale Körperschaft, die Stadtgemeinde Akjoujt.

## Geschichte
Ursprünglich umfasste das Département die ganze Verwaltungsregion Inchiri. Inzwischen wurde aus dem Westteil um die Oasengemeinde Benichab ein eigenständiges Département Benichab errichtet.

## Verkehr
Die Nationalstraße N1 von Nouakchott nach Atar und Zouérat führt durch das Département als Verbindung mit dem Rest des Landes.
Der Flugplatz Akjoujt mit dem IATA-Flughafencode AJJ wird nicht regelmäßig angeflogen.